# Centraal Museum

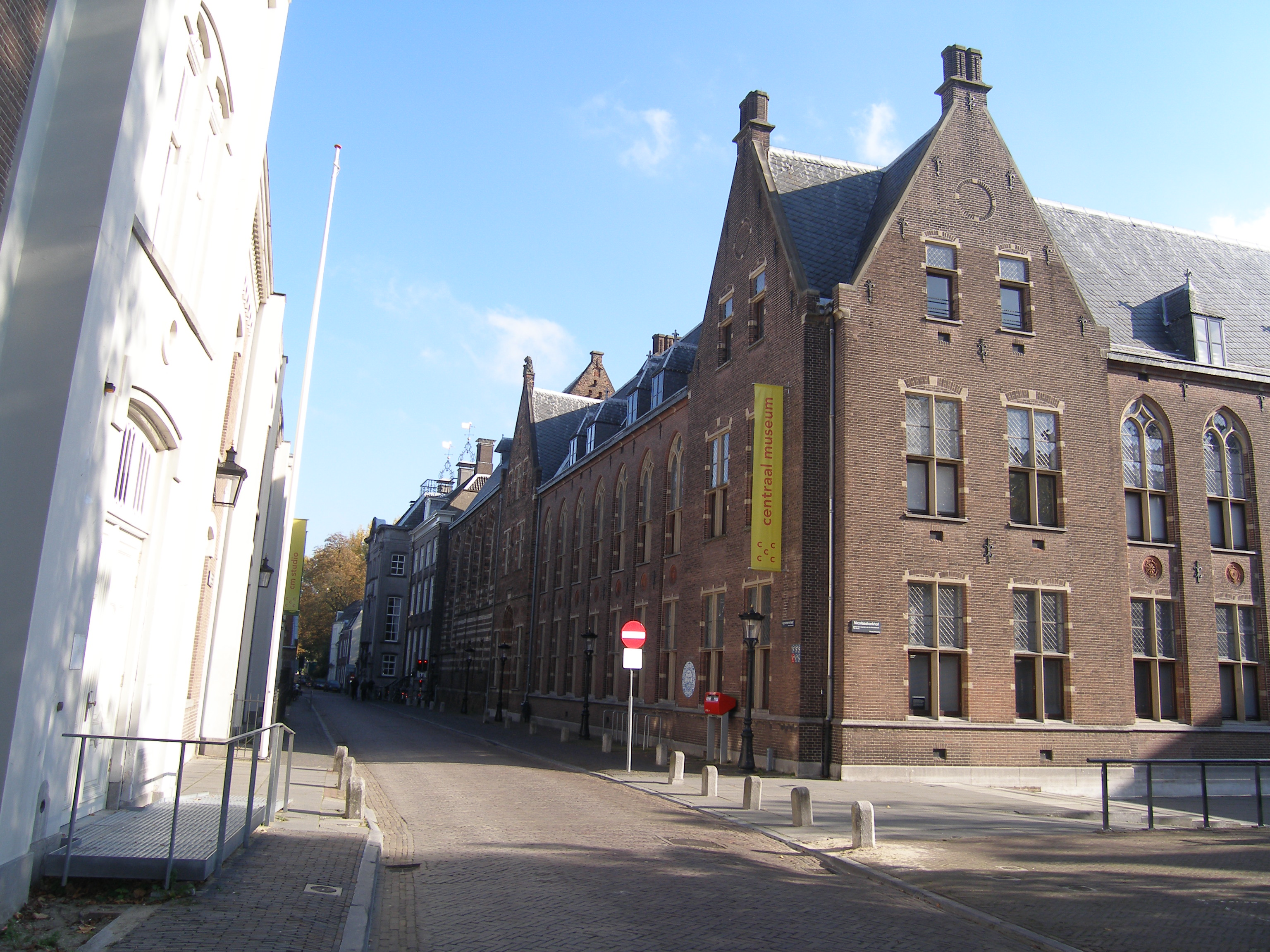
El edificio del Centraal Museum.

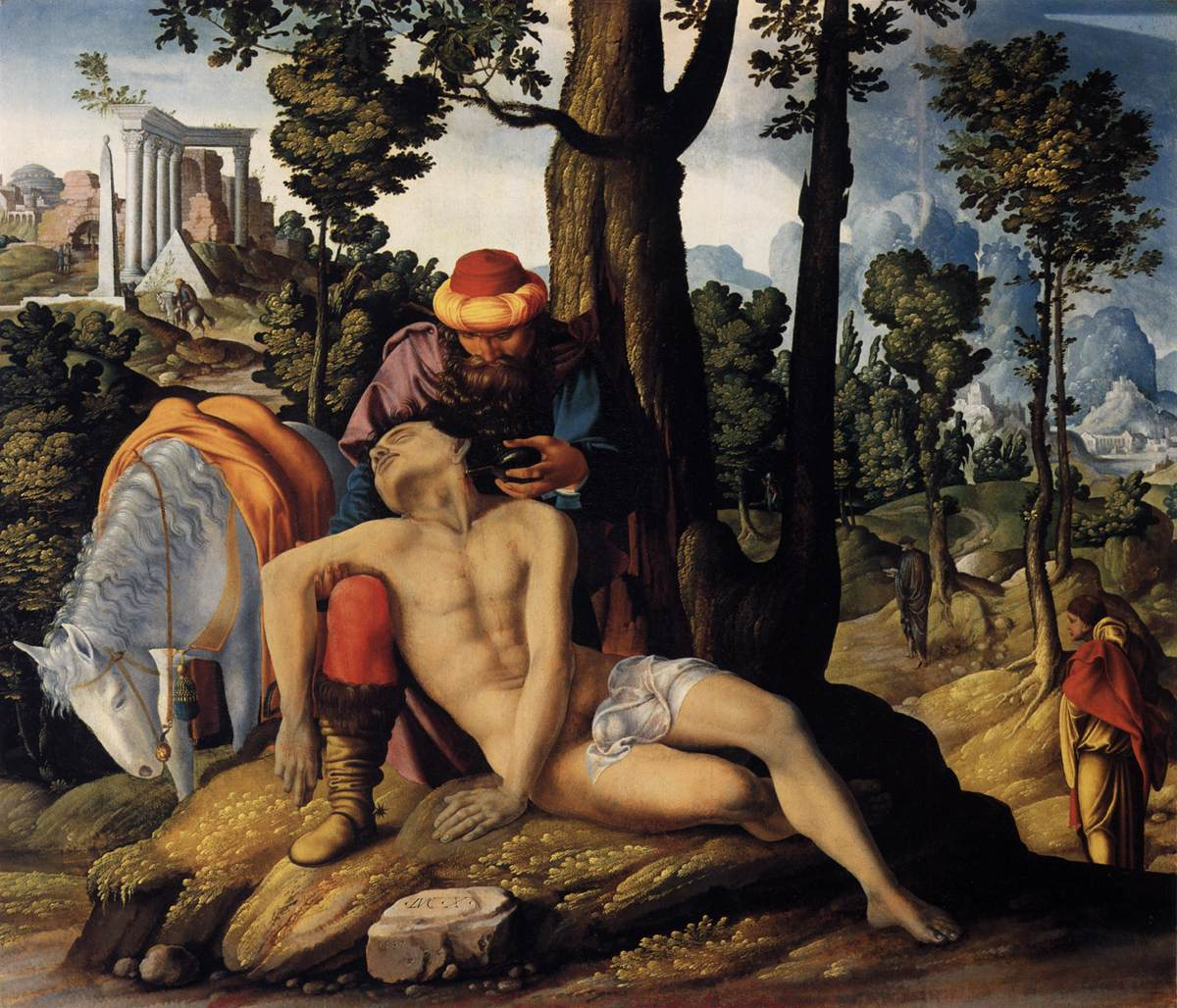
La Parábola del Buen Samaritano (1537), obra de Jan van Scorel expuesta en el museo.

El Centraal Museum (en neerlandés: Centraal Museum) es el museo de la ciudad de Utrecht, Países Bajos, que alberga una importante colección de arte de antes de 1850, arte moderno, artes aplicadas, moda e historia de la ciudad. El museo fue fundado en 1838. Inicialmente, la colección —expuesta en el último piso del ayuntamiento de Utrecht— se limitaba al arte relacionado con la ciudad de Utrecht. En 1921 esa colección se fusionó con diversas colecciones privadas en un nuevo museo central ubicado en el antiguo monasterio medieval de Nicolaaskerkhof (de ahí el nombre de «Centraal Museum», siendo obviamente «centraal» en neerlandés 'centro').
Forma parte del propio museo la casa Rietveld Schröder, incluida por la UNESCO en la lista de Patrimonio de la Humanidad en el año 2000.

## Obras destacadas
Entre las obras más destacados del museo está un barco del año mil, el «barco de Utrecht». El barco, parte de la colección 'Stadsgeschiedenis', fue encontrado en 1930 cerca de Van Hoornekade, en Utrecht, y es expuesto puesto en una celda construida en el siglo XVI del edificio del museo. 
Otro punto a destacar es la colección de pinturas de los caravaggianos de Utrecht, como Gerard van Honthorst y Hendrick ter Brugghen. Ambos viajaron a Roma en el siglo XVII para estudiar las obras del maestro italiano Caravaggio. Junto con los manieristas Joachim Wtewael, Abraham Bloemaert, Paulus Moreelse y el renacentista  Jan van Scorel, los caravagistas dan a la colección de Utrecht un atractivo internacional.

## Galería de imágenes

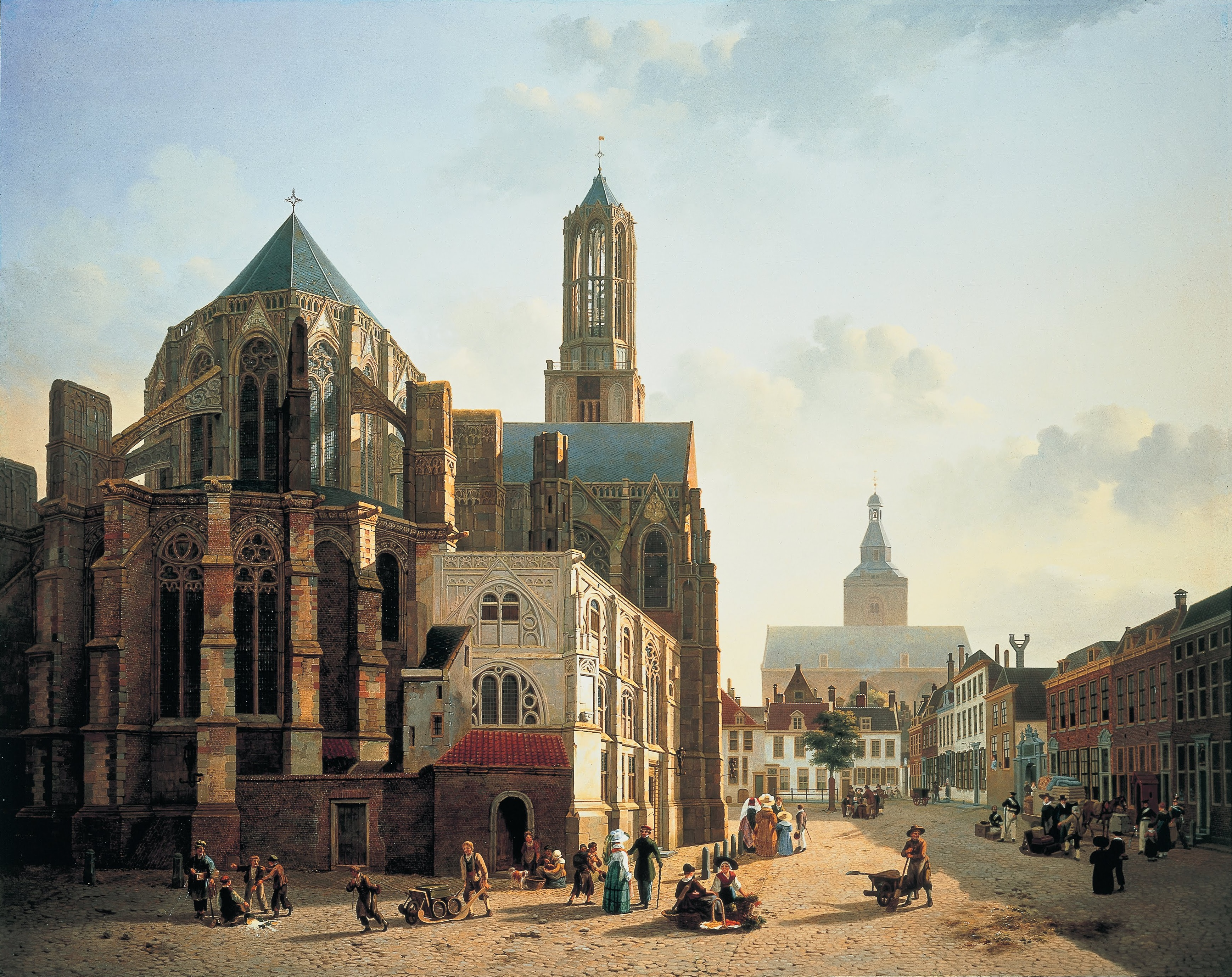
Jan Hendrik Verheijen: Gezicht op het koor en de toren van de kathedraal te Utrecht (1829)
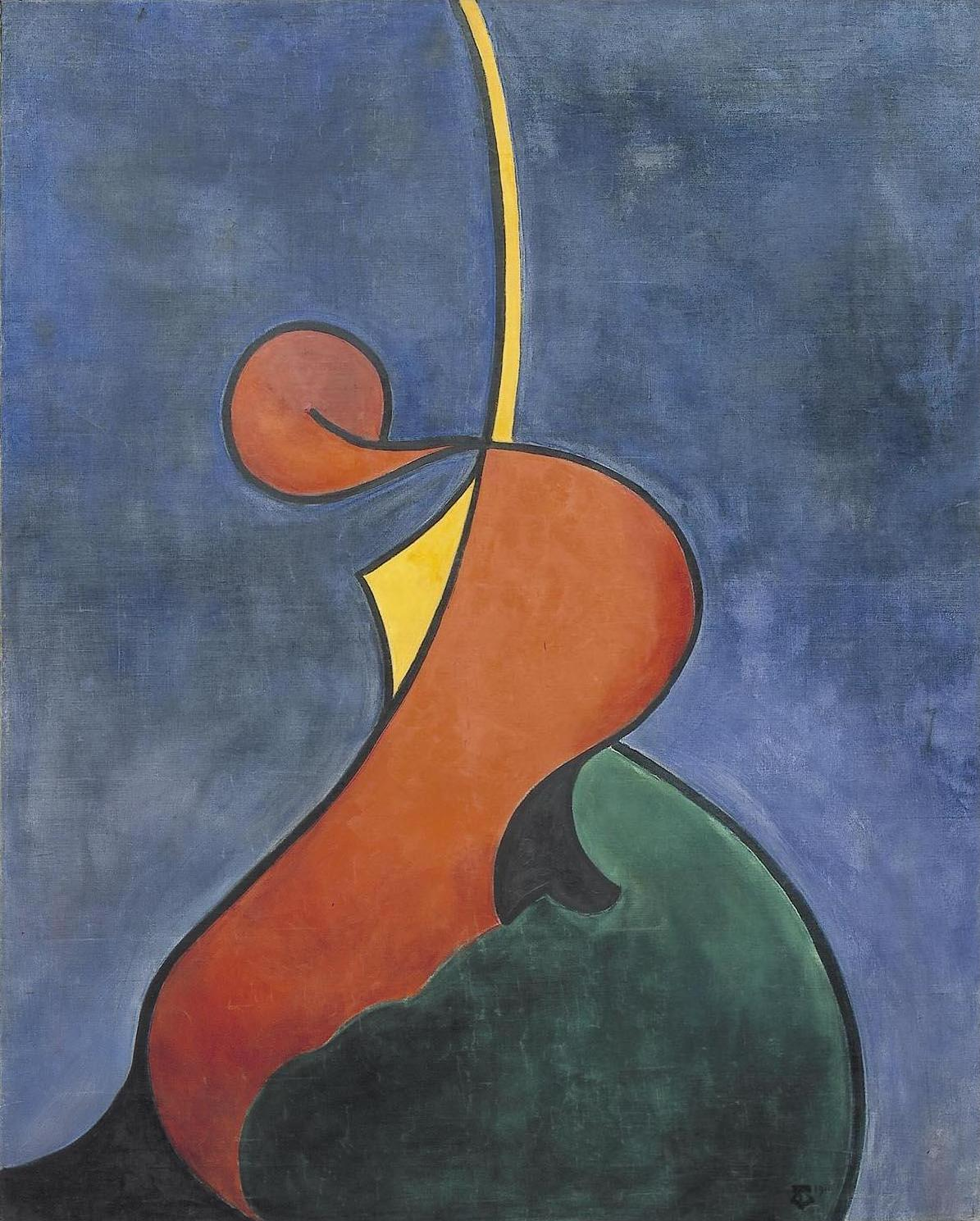
Theo van Doesburg: Mouvement héroïque (1916)
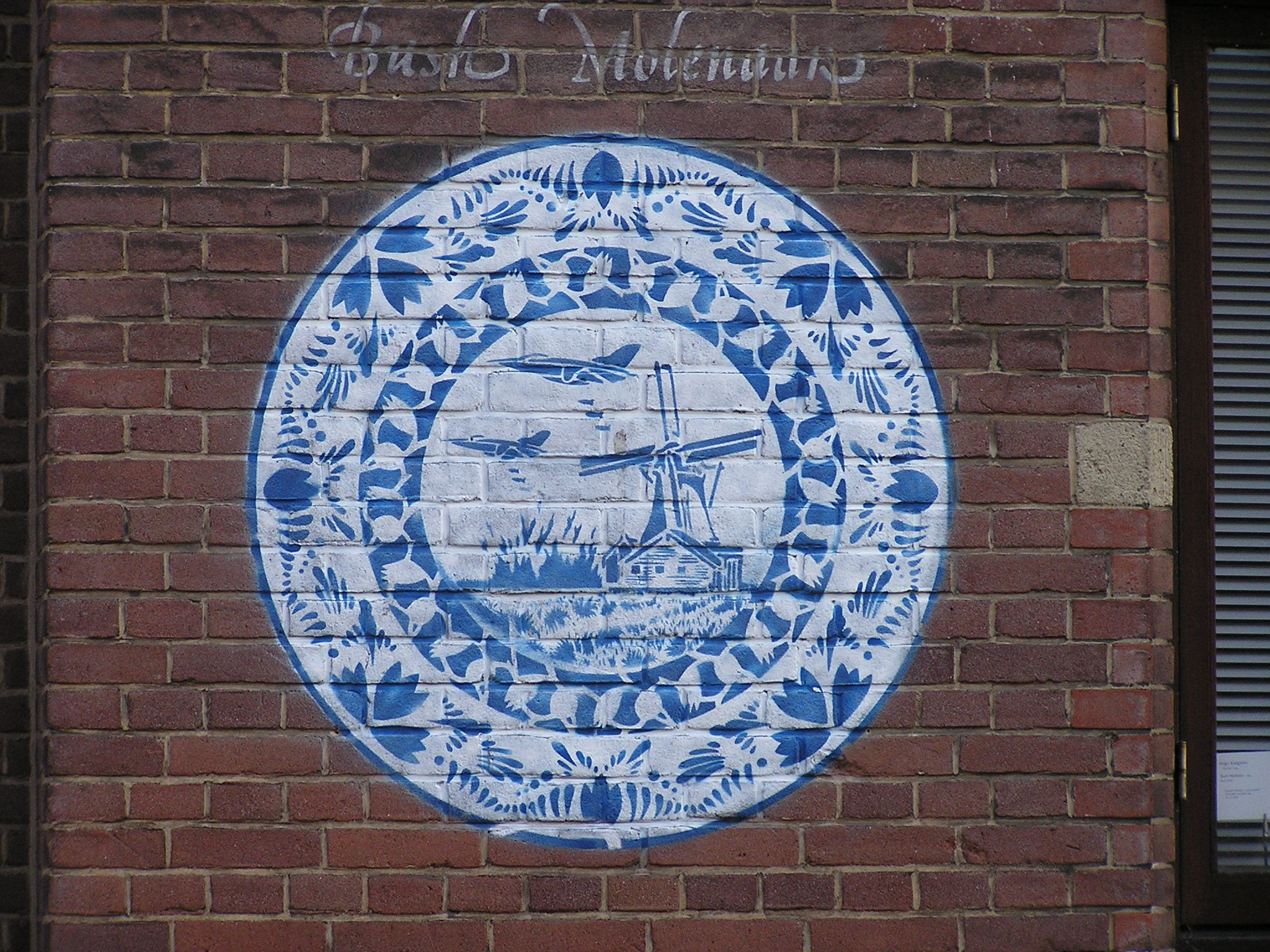
Hugo Kaagman op de buitenmuur van het Centraal Museum (1992)
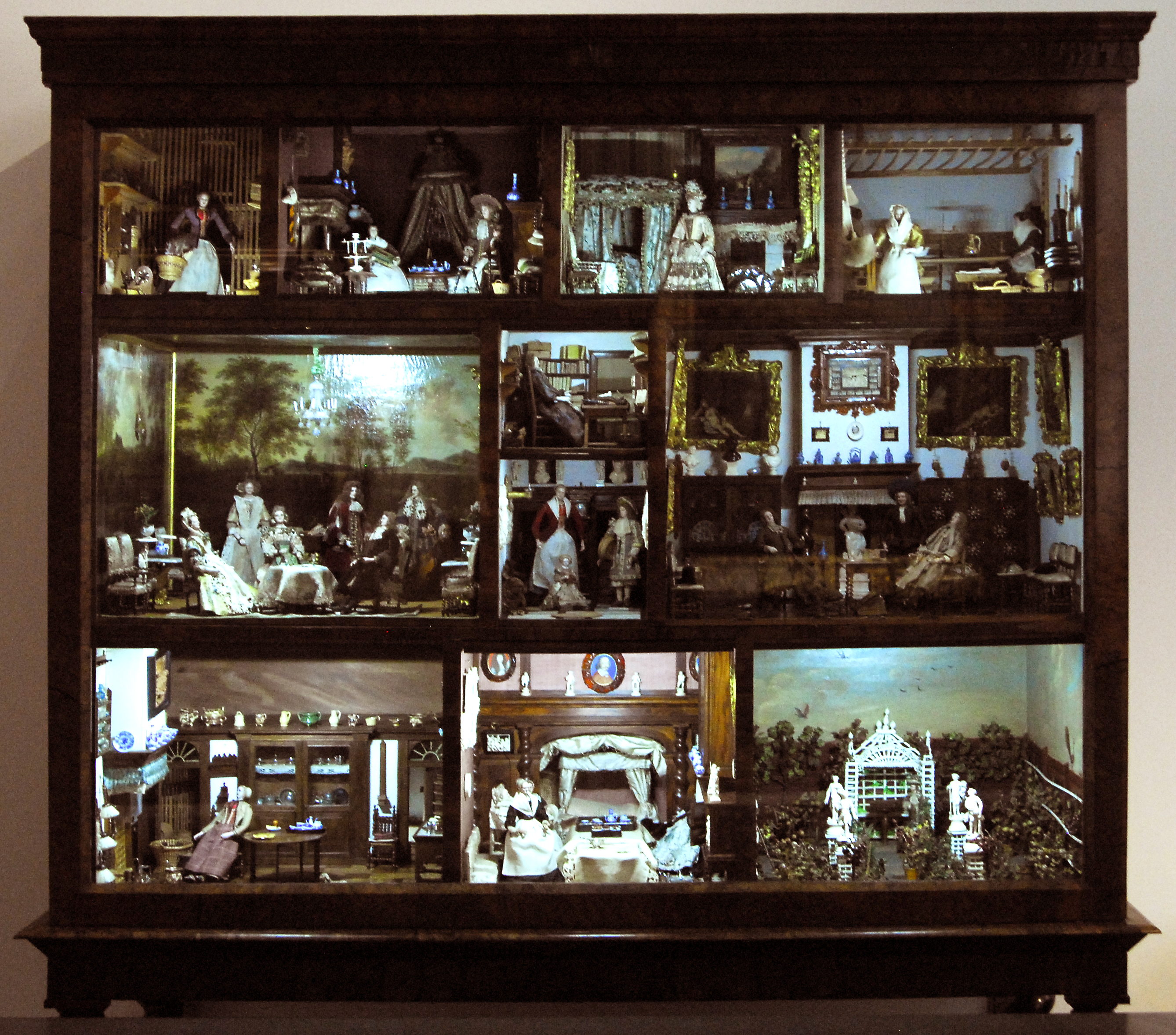
Het pronkpoppenhuis van Petronella de la Court (1670-1690)
- Multimedia de la exposición "De wereld van de bijbel" in 1964

### Pinturas

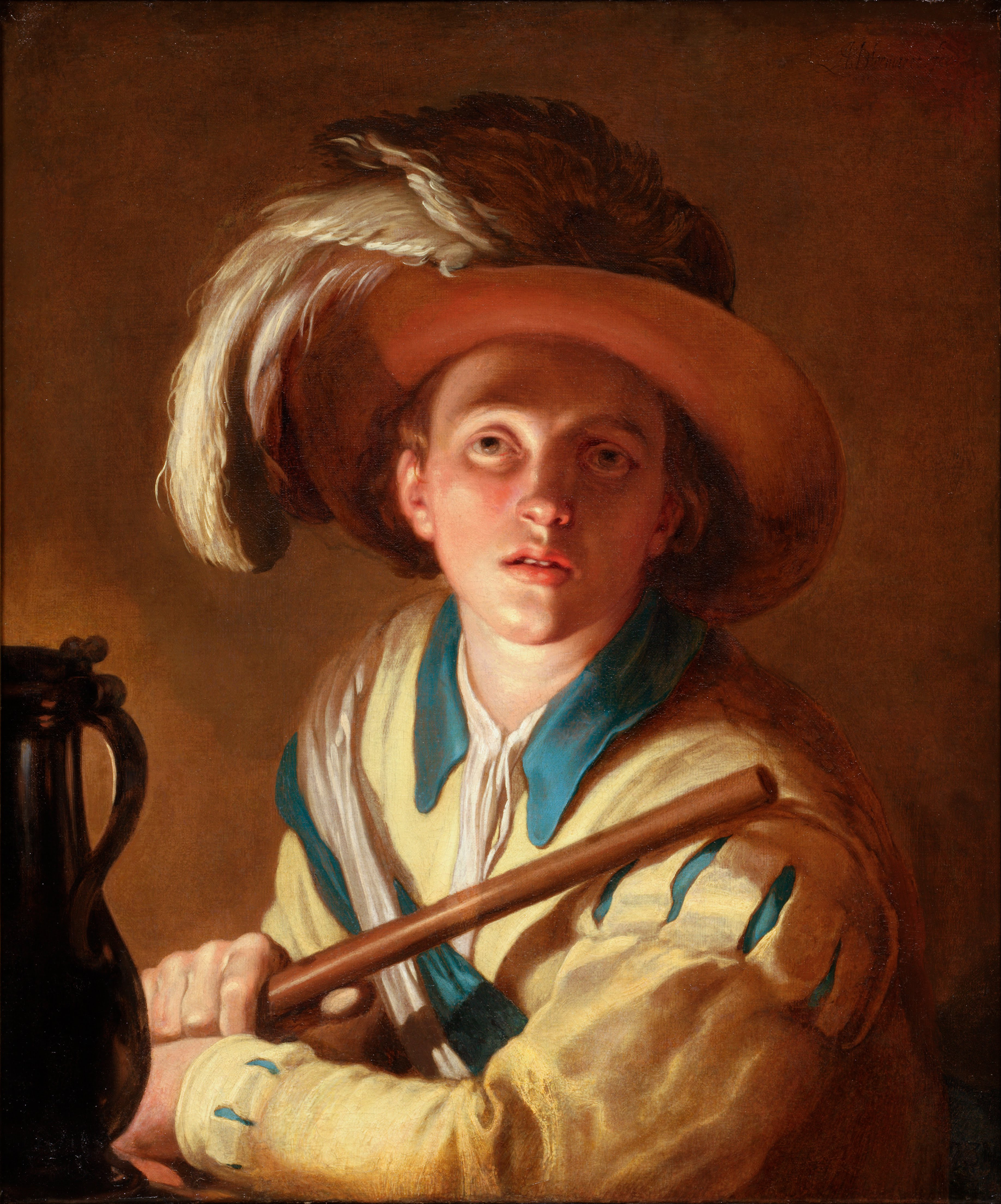
Abraham Bloemaert, Le Joueur de fûte (1621)
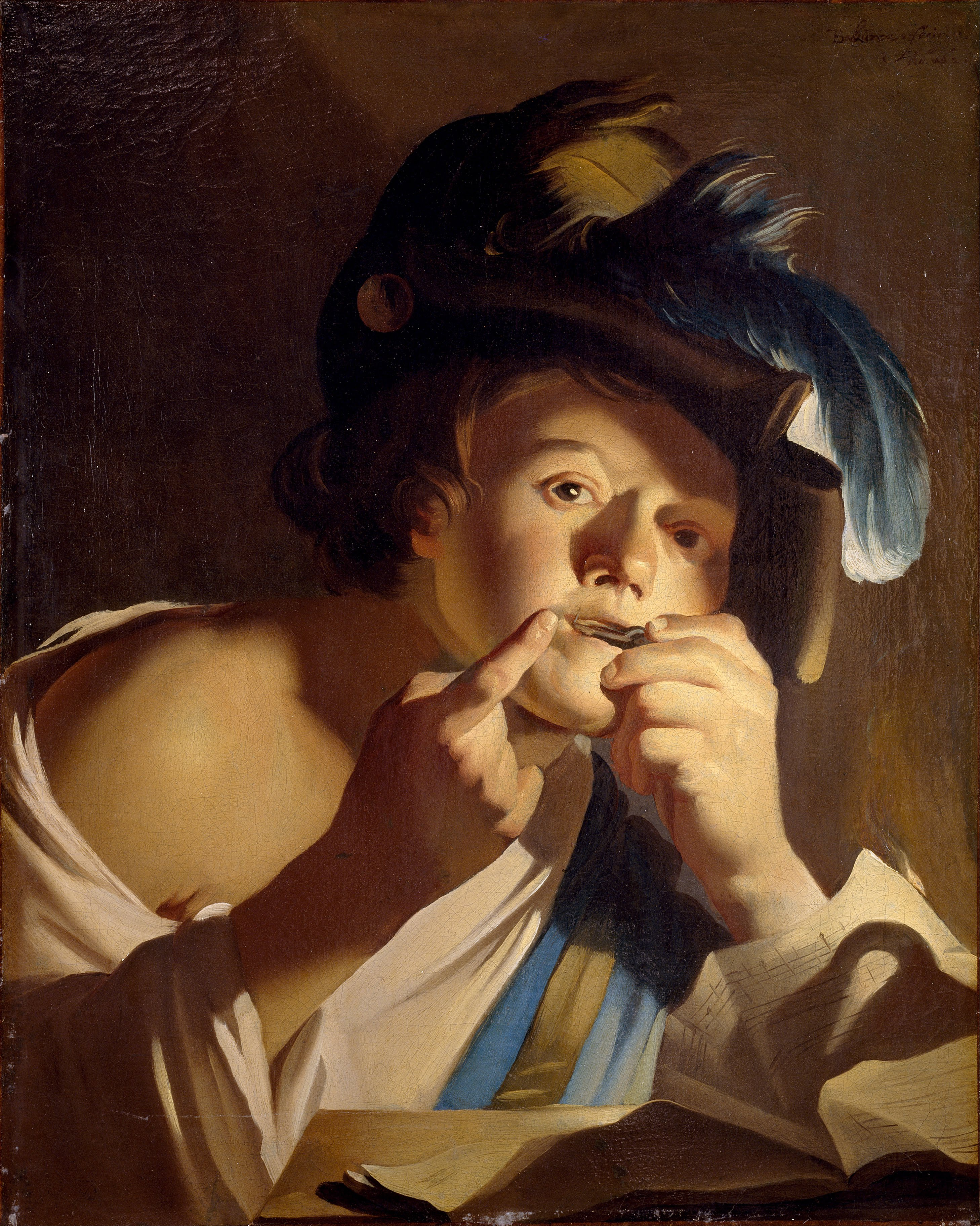
Dirck van Baburen, Jeune homme avec une guimbarde (1621)
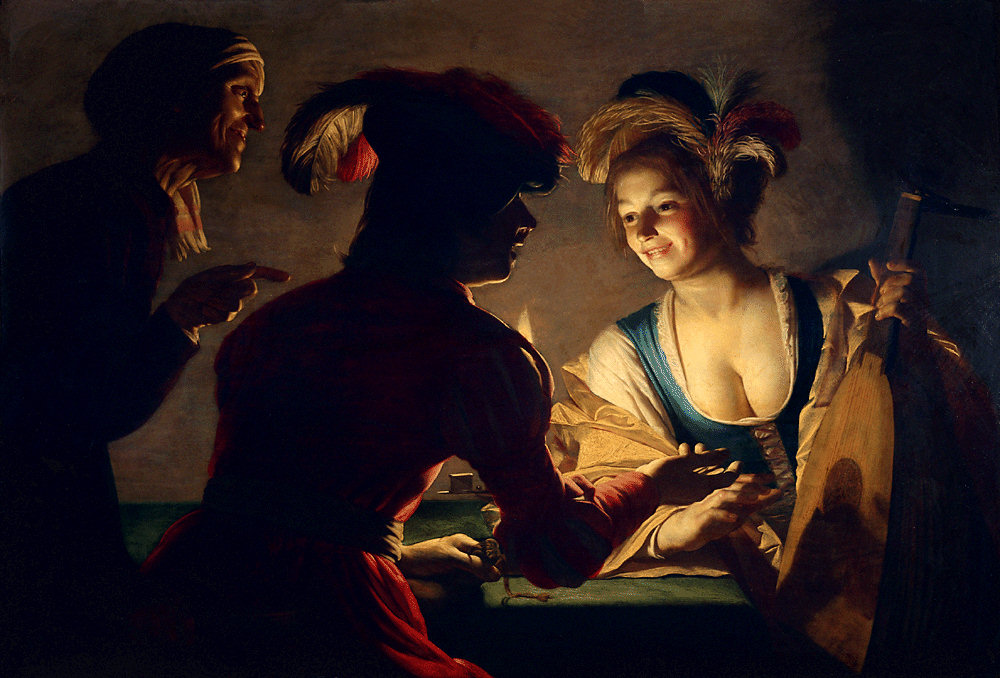
Gerrit van Honthorst, Le Marieur (ca. 1625)
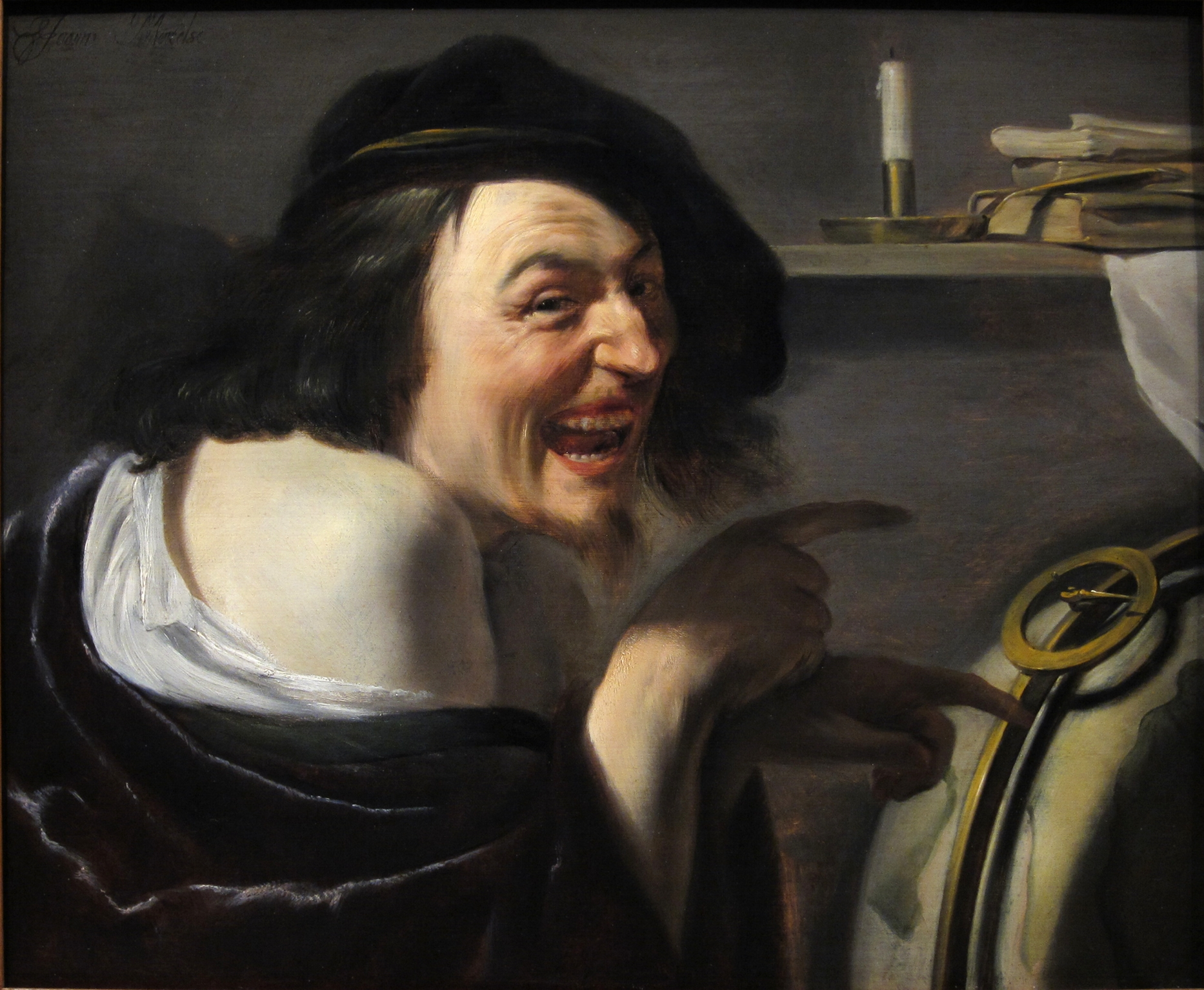
Johannes Moreelse, Demócrita (ca. 1630)
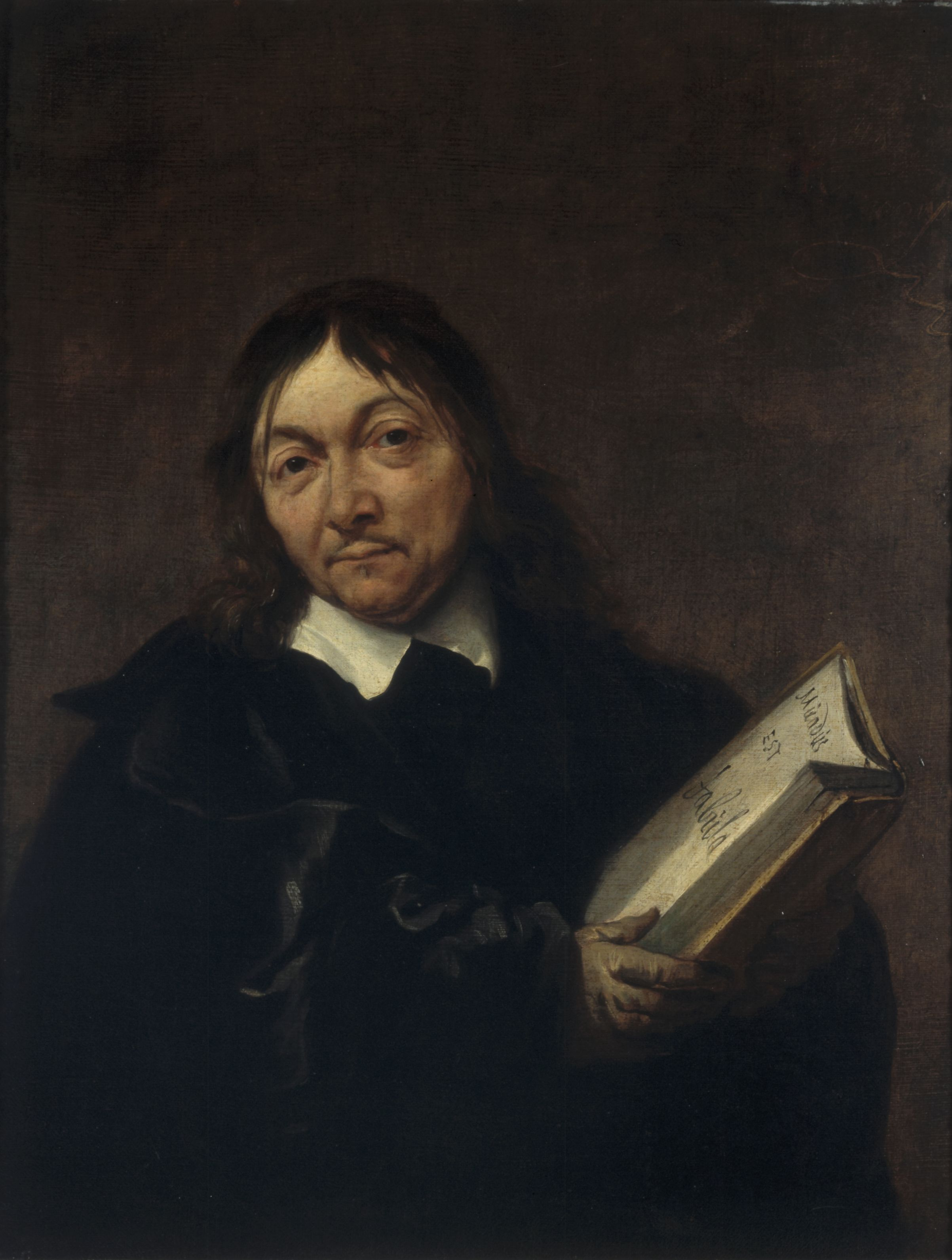
Jan Baptist Weenix, Portrait de René Descartes, vers 1648
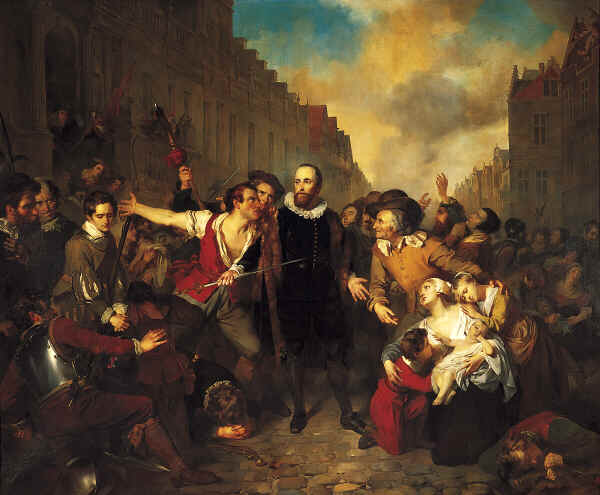
Gustave Wappers, Le Sacrifice du maire Pieter van der Werff, (1829)
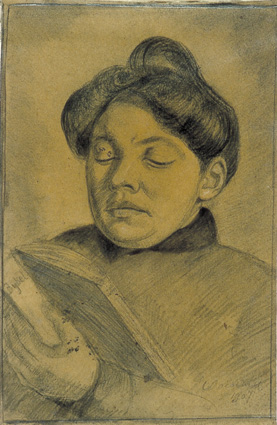
Theo van Doesburg, Portrait d'Agnita Feis (1907)
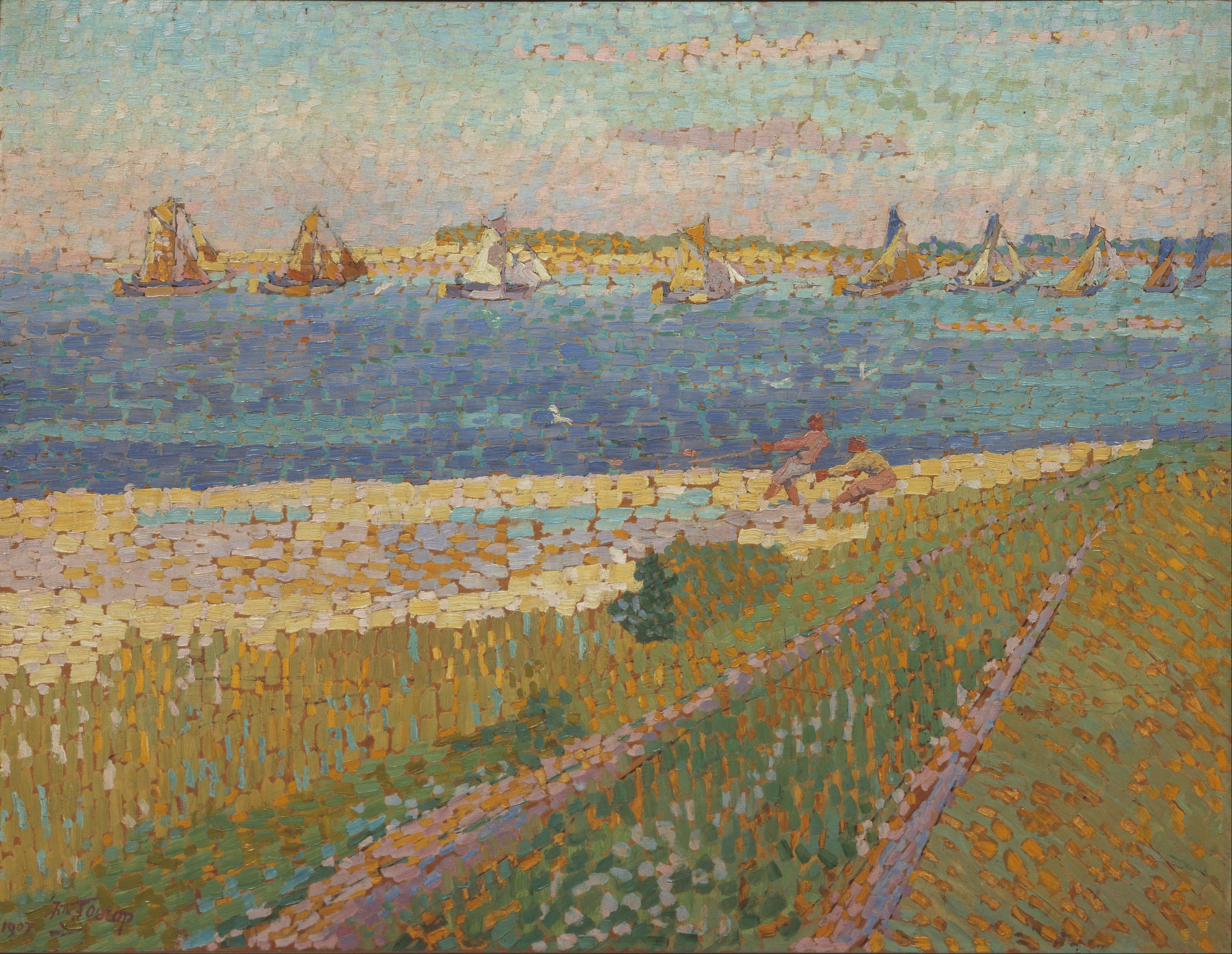
Jan Toorop, L'Escaut près de Veere (1907)